# 1180.
1180. je deveto desetletje v 12. stoletju med letoma 1180 in 1189. 